# Метохия
 Тази статия е за областта в Косово.  За селото в Област Кюстендил вижте Метохия (село).  
Метохия (на сръбски: Метохија; на албански: Rrafshi i Dukagjinit) е историко-географска област на Балканския полуостров, обхващаща приблизително югозападната третина на Косово. В центъра ѝ е долината на Бели Дрин, заобиколена от планините Мокра гора, Проклетие, Пащрик, Шар и Дреница.